# Nebenan.de
Das Netzwerk nebenan.de ist eine Internet-Plattform der Good Hood GmbH, Berlin, die Dienstleistungen zu Aufbau und Förderung von sogenannten Nachbarschaften anbietet. Darunter versteht der Betreiber, Online-Communities, deren Teilnehmer tatsächlich in einem bestimmten Ort oder Stadtteil wohnen. Ein Benutzerkonto erhält man in der nachgewiesenen eigenen Nachbarschaft. Nur mit dieser und angrenzenden Nachbarschaften kann man in Kontakt treten. 
Das Netzwerk wurde von einem sechsköpfigen Gründerteam rund um Christian Vollmann, Till Behnke und Ina Remmers aufgebaut und 2015 in Betrieb genommen. Die Plattform finanziert sich durch Einnahmen aus lokaler Werbung, aus freiwilligen Beiträgen und aus Gebühren für sogenannte Organisationsprofile. Die GmbH gehört mehrheitlich (61 %) der Hubert Burda Media.

## Geschichte
Bereits 2011 ging in den USA das Nachbarschaftsnetzwerk nextdoor online. Basierend auf dieser Idee entschloss sich der nebenan.de-Unternehmensgründer Christian Vollmann zur Gründung eines deutschen sozialen Nachbarschaftsnetzwerks. Zusammen mit fünf anderen Personen, darunter sein Bruder Michael Vollmann und Till Behnke, gründete er 2015 die Good Hood GmbH und die gemeinnützige nebenan.de Stiftung gGmbH. Die erste Nachbarschaftsgruppe wurde im Januar 2016 eröffnet. Das Anfangskapital des Unternehmens betrug 8 Mio. Euro und stammte ursprünglich von Christian Vollmann und anderen Investoren; 2017 stiegen der Burda-Verlag und der Risikokapitalgeber Lakestar mit je 17 % ein. In einer Finanzierungsrunde im März 2018 erhielt die Good Hood GmbH 16 Mio. Euro. Neben einem verstärkten Engagement des Burda-Verlags und Lakestar investierten zusätzlich die Deutsche Telemedien, NWZ und pd ventures.
nebenan.de arbeitet nach eigenen Angaben an einem Modell, sich aus bezahlter Werbung lokaler Gewerbetreibender zu finanzieren. Darüber hinaus generiert nebenan.de Einnahmen durch Gebühren für die o. g. Organisationsprofile. Außerdem können die registrierten Nutzer als sog. Förderer auf freiwilliger Basis das Unternehmen mit einem Monatsbeitrag finanziell unterstützen.

## Konzept
Als Nachbarschaft wird ein Dorf oder ein Ortsteil mit ein paar Hundert bis ein paar Tausend Einwohnern verstanden. Geplant sind etwa 30.000 Nachbarschaften; davon waren im Januar 2019 über 7.200 aktiviert. Man kann nur in der Nachbarschaft, in der man nachweislich wohnt, Mitglied werden. Wenn sich in einer Nachbarschaft 100 Interessenten gemeldet haben, wird diese aktiviert.
Ziel des Netzwerkes ist es, in der Umgebung des eigenen Wohnsitzes Nachbarn kennenzulernen, Kontakte aufzubauen und zu vertiefen und sich gegenseitig zu helfen. Dazu ist es möglich:
- Veranstaltungen anzukündigen (wahlweise auch außerhalb der eigenen Nachbarschaft einsehbar),
- Mitteilungen an die Mitglieder der eigenen Nachbarschaft und die der angrenzenden Nachbarschaften zu senden (Suchen, Angebote, Empfehlungen, allgemeine Mitteilungen),
- Gruppen zu bilden und
- Mitteilungen an eine Gruppe oder ein einzelnes Mitglied zu senden.[15]

Sofern die Sichtbarkeit aus den einzelnen angrenzenden Nachbarschaften vom Mitglied freigegeben wurde, wird Mitgliedern aus angrenzenden Nachbarschaften der Vorname und der Anfangsbuchstabe des Nachnamens angezeigt, nicht die Adresse. Das Anzeigen der Hausnummer erfolgt auch in der direkten Nachbarschaft nur bei Bedarf durch eine entsprechend zu wählende Einstellung unter dem Abschnitt Privatsphäre. Dort können auch weitere Angaben gemacht werden, deren Sichtbarkeit in der Nachbarschaft dann ebenfalls noch zusätzlich bestätigt werden muss. Als Basisinformationen können ausgewählt werden: das Geburtsjahr, die eigenen Interessen (z. B. Sport, Heimwerken), eigene Angebote (z. B. Verleih von Werkzeug, Blumen gießen etc.), Partner, Kinder, Haustiere sowie weitere Beschreibungstexte über die eigene Person.
Seit Mitte 2018 bietet nebenan.de auch die Möglichkeit an, sogenannte Organisationsprofile anzulegen. Diese sind Organisationen und Institutionen des öffentlichen oder privaten Rechts vorbehalten, die dem Gemeinwohl dienen und ohne kommerzielle Zwecke handeln oder der kommunalen Verwaltung angehören und öffentliche Aufgaben wahrnehmen. Zu den bislang rund 500 Nutzern zählen beispielsweise städtische Ämter, Organisationen der Sozialarbeit, Notdienste, gemeinnützige Organisationen, Nachbarschaftsinitiativen und Vereine. Die Organisationen nutzen nebenan.de vor allem für Veranstaltungshinweise, zur Akquise weiterer Ehrenamtlicher sowie für den Austausch mit den Nachbarn im Einzugsbereich (bezüglich Verbesserungsvorschlägen und Ähnlichem).

## Nutzung
Im Oktober 2018 erreichte die Zahl der Mitglieder die Marke 1 Million und im August 2020 1,6 Millionen. Die Zahl der aktiven Nachbarschaften lag zu diesem Zeitpunkt bei rund 8000.

## Betreiber

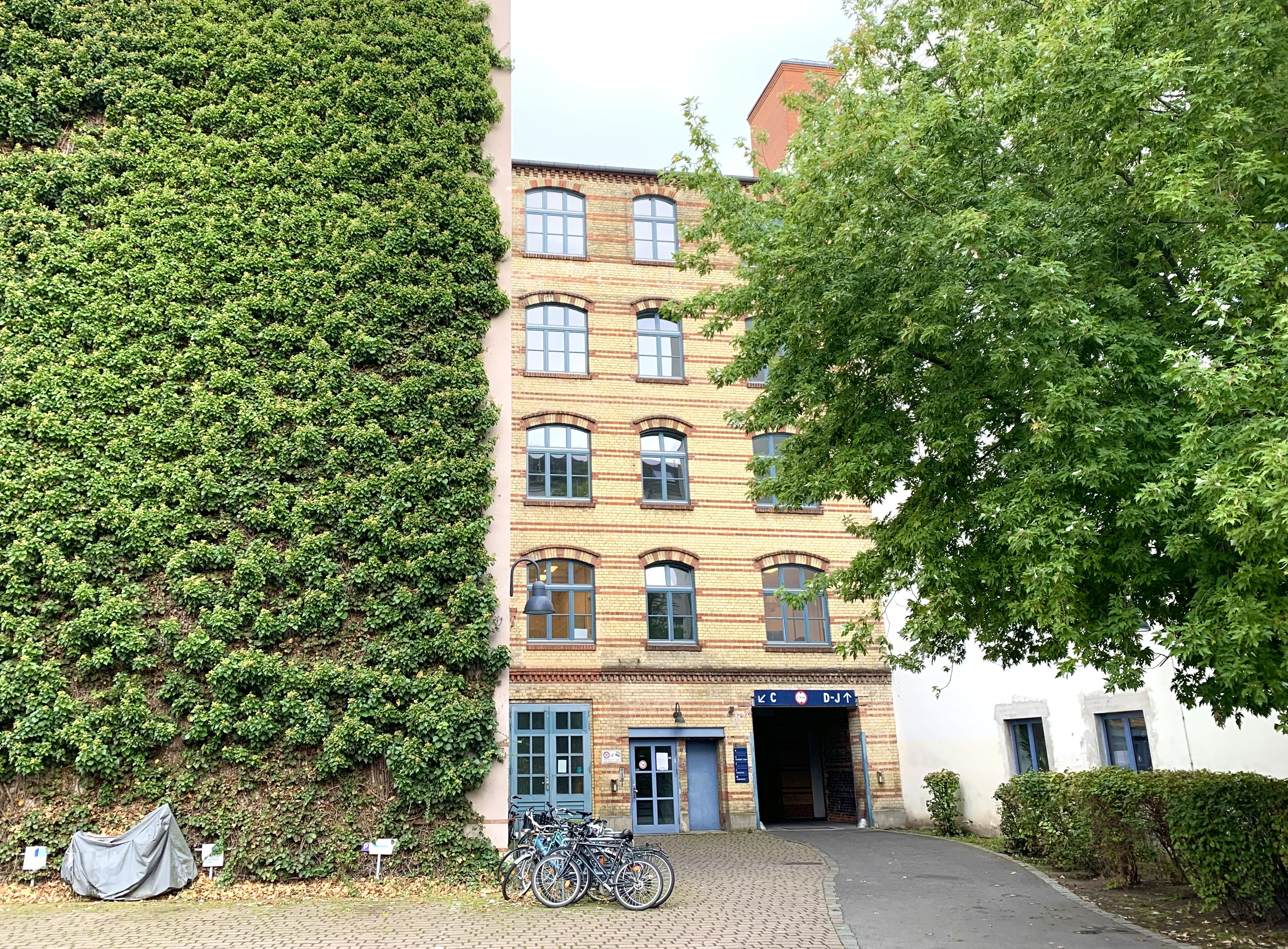
Sitz von nebenan.de in Berlin

Seit September 2020 hält das Medien- und Technik-Unternehmen Hubert Burda Media mit 61 % die Mehrheit der Anteile an der Betreibergesellschaft von nebenan.de, der Good Hood GmbH. Hierfür soll ein zweistelliger Millionenbetrag gezahlt worden sein. Die Geschäfte wurden bis Ende Juni 2023 von den Gründern Till Behnke und Ina Remmers geführt. Gründer Christian Vollmann übernahm am 1. September 2020 die Rolle des Vorsitzenden des Beirats. Alle Gründer bleiben Gesellschafter der Good Hood GmbH und halten nach Burda die meisten Anteile. Burda hat bereits 2016 und 2018 in nebenan.de investiert. Durch die erneute Investition soll nebenan.de langfristig profitabel werden.

### Geschäftsführer
Von September 2020 bis Ende Juni 2023 waren Till Behnke und Ina Remmers Geschäftsführer der Good Hood GmbH, die das Netzwerk nebenan.de und das französische Pendant mesvoisins.fr betreibt, ebenso das spanische tienes-sal.es und das italienische vicinimiei.it.

## Stiftung
Michael Vollmann ist gleichzeitig gemeinsam mit Sebastian Gallander Geschäftsführer der nebenan.de Stiftung. Diese vergab 2017 erstmals gemeinsam mit der Diakonie Deutschland, Zalando und der Deutschen Fernsehlotterie den mit 50.000 Euro dotierten Deutschen Nachbarschaftspreis. Die nebenan.de Stiftung ist Mitglied im Social Entrepreneurship Netzwerk Deutschland.

## Auszeichnung
2016 gewann nebenan.de beim Wettbewerb Ausgezeichnete Orte im Land der Ideen.

## Datenschutz
nebenan.de startete ursprünglich mit dem Versprechen, keine „Daten personenbezogen auszuwerten, auf dieser Basis Werbung auszuspielen und diese Informationen an Dritte weiterzugeben.“  In der rechtlich bindenden Datenschutzerklärung erwähnt nebenan.de jedoch widersprüchlich zu diesen Aussagen die Nutzung von Zugriffsdaten für personalisierte Werbeanzeigen. Demnach werden persönliche Nutzerdaten auch mit Drittfirmen, Behörden und "anderen Nutzern" geteilt. Die Diensteübergreifende Identifizierung der Nutzer erfolgt je nach Dienst z. B. über Geräte-ID, Werbe-ID, IP-Adressen, Kontaktdaten oder Ortungsdaten.
Zur Registrierung auf der Website ist die Angabe des vollständigen Namens und der Adresse notwendig. Diese Daten werden von nebenan.de nicht mehr verifiziert (etwa durch Personalausweis-Kopie oder per Verifizierungscode mit der Post, inzwischen auch durch GPS), um zu überprüfen, ob die Person tatsächlich in der angegebenen Nachbarschaft lebt. Die von den Mitgliedern bereitgestellten Daten sind nur den Mitgliedern der gleichen Nachbarschaft und verkürzt denen der angrenzenden Nachbarschaften sichtbar.
Die Plattform verwendet verschiedene Technologien zur Analyse des Nutzerverhaltens.
nebenan.de hat 2017 eine Systemprüfung durch den TÜV Saarland als geprüftes Onlineportal (2019 und 2021 erneuert und inzwischen abgelaufen) und 2017 eine Datenschutzprüfung durch externe Datenschutzbeauftragte durchführen lassen.